# カルロ・シーニ

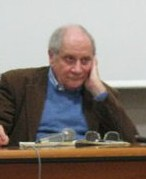
カルロ・シーニ

カルロ・シーニ（Carlo Sini、1933年12月6日 - ）は、イタリアの哲学者。
ボローニャ生まれ。ミラノ大学にて、エンツォ・パーチのもとで学ぶ。現在はミラノ大学教授（哲学）。
シーニは、ヘーゲルおよびフッサールの現象学の研究から出発したが、その後、イギリス・アメリカの哲学（とりわけホワイトヘッドとパース）へと関心を移し、イタリアへのパース導入において主導的な役割を果たした。パースやホワイトヘッドに加え、マルティン・ハイデッガーやフランスの構造主義の思想を取り込みながら、「書くこと（エクリチュール）」の問題系を精力的に考察している。

## 著作
- 『アメリカ・プラグマティズム』　Il pragmatismo americano (1972)
- 『記号学と哲学』　Semiotica e filosofia (1978)
- 『記号を通過する』　Passare il segno (1981)
- 『真理のイメージ』　Immagini di verità (1985)
- 『沈黙と発言』　Il silenzio e la parola (1989)
- 『魂の記号』　I segni dell’anima (1989)
- 『象徴と人間』　Il simbolo e l'uomo (1991)
- 『エクリチュールの倫理』　Etica della scrittura (1992/2000)
- 『理論哲学』　La filosofia teoretica (1992)
- 『沈黙を書く』　Scrivere il silenzio (1994)
- 『哲学とエクリチュール』　Filosofia e scrittura (1994)
- 『衣服、実践、知識』　Gli abiti, le pratiche, i saperi (1996)
- 『紙の世界の理論と実践――哲学のエクリチュール』　Teoria e pratica del foglio mondo. La scrittura filosofica (1997)
- 『形而上学――真理のエクリチュールとアナロジー』　Metafisica: analogia e scrittura della verità (1997)
- 『こころとからだ』　La mente e il corpo (1998)
- 『意味の起源』L’origine del significato (1999)
- 『認識の偶像』　Idoli della conoscenza (2000)
- 『理性』　Ragione (2000)
- 『大地と歴史――現代思想の道程』　Terra e storia. Itinerari del pensiero contemporaneo (2000)
- 『政治的徳』　La virtù politica (2000)
- 『世界を語ること』　Raccontare il mondo (2001)
- 『自由、財産、コミュニケーション』　La libertà, la finanza, la comunicazione (2002)
- 『エクリチュールと負債』　Le scritture e il debito (2002)
- 『アルティ・ディナミケ』Le arti dinamiche (2003)
- 『喜劇と生』　Il comico e la vita (2003)
- 『事物のマテリア』　La materia delle cose (2004)
- 『スピノザ・アーカイヴ』　Archivio Spinoza (2005)